# Louis Majorelle
Louis-Jean-Sylvestre Majorelle (Toul, 26 de setembro de 1859 – Nancy, 15 de janeiro de 1926) foi um marceneiro, ferreiro e designer francês modernista. Foi um dos fundadores e vice-presidente da École de Nancy em 1901. Teve um único filho que também foi artista, Jacques Majorelle (1886 - 1962).
Louis Majorelle estudou na Escola de Belas Artes de Paris em 1877, e após a morte do pai, mudou-se para Nancy para seguir com os negócios da família. Especializou-se em manejar madeira e bronze nas suas obras.
Louis Majorelle serviu de inspiração a Emile Gallé, um dos maiores expoentes da Art Nouveau e reconhecido mundialmente.

## Residência
Louis Majorelle encomendou uma casa em Nancy ao renomado arquiteto francês Henri Sauvage em 1898. As construções estenderam-se dois anos, até sua inauguração em 1902. A Villa Majorelle (ou Villa Jika) é considerada a primeira edificação de Nancy em estilo Art Nouveau.
Após a morte de Luis Majorelle em 1926, a residência foi fechada, e por anos a família tentou sem sucesso comercializa-la. Em 1975 foi declarada patrimônio histórico e em 1996 teve sua fachada restaurada. Desde 1997 ela está aberta ao público.